# Gossard
Gossard, som ursprungligen är ett amerikanskt företag, genomförde en flytt till London på 1920-talet och blev därefter känt för sina framgångsrika kollektioner med elegant diskreta damunderkläder.
Gossard ligger bakom klassiker som behån Ultra Bra, och på 1970-talet skapade man den genomskinliga kollektionen Glossie.